# Кеті Сакгофф
Кеті Сакгофф (англ. Katee Sackhoff; 8 квітня 1980) — американська акторка і продюсерка. Здобула популярність роллю в серіалі Крейсер «Галактика». Чотириразова номінантка премії Сатурн, нагороду за найкращу жіночу роль другого плану на телебаченні отримала у 2005 році. 
Відома за ролями у фільмах «Гелловін: Воскресіння», «Привиди в Коннектикуті 2: Тіні минулого» та «Ріддік», а також за роллю Бо-Катан Крайз у серіалі «Мандалорець».

## Фільмографія

### Кінострічки
| Рік  | Назва                                   | Роль                  |
| ---- | --------------------------------------- | --------------------- |
| 2001 | Мій перший містер                       | Ешлі                  |
| 2002 | Хелловін: Воскресіння                   | Єн                    |
| 2007 | Білий шум 2: Сяйво                      | Шеррі Кларк           |
| 2012 | Кампус вбивці                           | Сюзанн                |
| 2013 | Привиди в Коннектикуті 2: Тіні минулого | Джойс                 |
| 2013 | Сексуальний злий геній                  | Ніккі Франклін        |
| 2013 | Ріддік                                  | Даль                  |
| 2014 | Окулус                                  | Мері Рассел           |
| 2014 | Розмова                                 | Беверлі               |
| 2015 | Міць/Рейнджери                          | Кімберлі Скотт        |
| 2016 | Не стукай двічі                         | Джес                  |
| 2018 | 2036: Походження невідоме               | Маккензі «Мак» Вілсон |
| 2025 | Рейс навиліт                            | Кетрін Брант          |

### Телебачення
| Рік         | Назва                             | Роль                       | Примітки              |
| ----------- | --------------------------------- | -------------------------- | --------------------- |
| 1998        | 15 і вагітна                      | Карен Готарус              | телефільм             |
| 2003–2009   | Крейсер «Галактика»               | Кара Трейс                 | 71 серія              |
| 2007        | Зоряний крейсер «Галактика»: Лезо | Кара Трейс                 | фільм                 |
| 2008        | Закон і порядок                   | Діана Кері                 | епізод «Пограбування» |
| 2009        | Частини тіла                      | Доктор Феодора «Тедді» Роу | 4 епізоди             |
| 2010        | 24                                | Дана Волш                  | 20 серій              |
| 2010-2011   | CSI: Місце злочину                | Доктор Феодора «Тедді» Роу | 3 епізоди             |
| 2012-понині | Лонгмайер                         | Вікторія «Вік» Моретті     | 43 епізоди            |
| 2017        | Зоряні війни: Повстанці           | Бо-Катан Крайз             | 10 епізодів           |
| 2017        | Флеш                              | Амунет Блек                | 6 епізодів            |
| 2019-понині | Мандалорець                       | Бо-Катан Крайз             | 2 і 3 сезон           |
| 2019-понині | Інше життя                        | Ніко Брекінрідж            | 20 епізодів           |

### Відеоігри
| Рік  | Назва                       | Роль              | Примітки                             |
| ---- | --------------------------- | ----------------- | ------------------------------------ |
| 2007 | Halo 3                      | морська піхотинка | озвучування                          |
| 2008 | Resistance 2                | Кессі Аклін       | озвучування                          |
| 2011 | Spider-Man: Edge of Time    | Чорна кішка       | озвучування                          |
| 2015 | Call of Duty: Black Ops III | Сара Голл         | озвучування участь у захопленні руху |
| 2016 | Eve: Valkyrie               | Ран Кавік         | озвучування                          |

## Нагороди та номінації
| Рік  | Премія                   | Номінація                          | Привід номінації    | Результат |
| ---- | ------------------------ | ---------------------------------- | ------------------- | --------- |
| 2003 | Сатурн                   | Найкраща телеактриса другого плану | Крейсер «Галактика» | Номінація |
| 2005 | Сатурн                   | Найкраща телеактриса другого плану | Крейсер «Галактика» | Перемога  |
| 2006 | Сатурн                   | Найкраща телеактриса               | Крейсер «Галактика» | Номінація |
| 2008 | Сатурн                   | Найкраща телеактриса другого плану | Крейсер «Галактика» | Номінація |
| 2010 | Teen Choice Awards       | Choice TV Актриса: Екшн            | 24                  | Номінація |
| 2015 | Fangoria Chainsaw Awards | Найкраща телеакторка другого плану | Oculus              | Перемога  |